# 永松ケンシ
永松 ケンシ（ながまつ ケンシ、1969年7月12日 - ）は、熊本県宇土市出身のラジオパーソナリティ、ナレーター。本名は永松 研志（読みは同じ）。

## 人物
1992年エフエム中九州（FMK、後のエフエム熊本）にアナウンサーとして入社。
1996年12月に退社後、福岡へと拠点を移し、主にCROSS FMでナビゲーターとして活動。
2004年4月より、ラジオパーソナリティに関しては、CROSS FMから主に広島のHFMへ活動の場を移す。自社ワイド番組や中四国ネットの番組を担当した（現在は両番組とも終了）。
広島ローカルCMのナレーション、ラジオCM（中国電力、信和不動産、ドコモ中国、マツダなど）も務めるなど、広島を中心に中国地方での活動歴も多く、現在でも中国電力などのラジオCMナレーションは、ほとんどが永松のものである。
その後、古巣のFMKでも番組を担当したり、熊本と広島で活動している。
ノーザンブライト&ゼアフレンズが歌う「Come On Now」という曲にコーラスとして参加している。

## 現在の担当番組
HFM
- MAZDA ミュージック・ビークル（土曜 11:00-11:55）

## 過去の担当番組
CROSS FM
- FM Nagasaki
  - Sunrise Station（金曜 7:30-10:54）
- BRAVO CALLIN'
- AFTERNOON BEAT RADIO
- COUNTDOWN KYUSHU HOT 100
- KYUDEN J-POP POWER COUNTDOWN
- CROSS AFTERNOON SHOW RADIO GOO
- 爆裂☆RADIO

fm fukuoka
- fmワカッCHAO!
- McDonald's presents FUKUOKAN MUSIC TOWN
- 黒伊佐錦presents JAZZY GLASS

HFM
- 局アナバトルROUND3（2004年 - 2006年）中国・四国地方のJFN系列県域民間FM放送局8社共同制作番組
- MUSIC SOLEIL LUNCHTIME SATELLITE（2004年 - 2006年）水・木担当
- 永松ケンシのHEART ROCK FRIDAY（2006年 - 2008年）DJ・ディレクター担当
- Vibe ON!MUSIC（水曜～木曜 17:00-18:50）

FMK
- サウンド・パラダイス
- FMK RADIO BUSTERS（月曜～火曜 17:00-19:55）
- FMKパンゲア!（木曜 11:30-14:35）

RKBラジオ
- RKBランキンカフェ（2006年10月 - 2007年12月）

テレビ西日本
- マニアマニエラ（ - 2009年3月）ナレーション